# The Simpsons: Road Rage
The Simpsons: Road Rage est un jeu vidéo sorti en 2001 sur Xbox, PS2, Gamecube et Game Boy Advance. Il est l'un des nombreux jeux basés sur la licence des Simpson, avec ici un concept déjà bien abordé dans Crazy Taxi, à savoir un jeu qui simule la conduite de taxi. Le joueur doit donc trouver des clients, tous issus de la grande famille Simpson, pour les conduire là où ils le désirent. Le jeu se veut décalé.

## Personnages

### Jouables
Au début :
- Homer Simpson
- Bart Simpson
- Marge Simpson
- Lisa Simpson
- Abraham Simpson

À débloquer :
- Willie le jardinier
- Krusty le clown
- Apu Nahaasapeemapetilon
- Barney Gumble
- Moe Szyslak
- Otto
- Clancy Wiggum
- Ned Flanders
- Mr. Chasse-Neige
- Révérend Lovejoy
- Le serpent (snake)
- Professeur Frink

### Passagers uniquement
- Principal Skinner
- Edna Krapabelle
- Milhouse Van Houten
- Nelson Muntz
- Ralph Wiggum
- Maire Quimby
- Adolescent boutonneux
- Homme-abeille
- Capitaine McCallister
- Jasper Beardly
- Hans Moleman
- Vendeur de BD
- Docteur Nick

## Doublage
Le doublage est uniquement en version américaine.
- Dan Castellaneta : Homer, Abraham, Willie, Krusty, Barney, Quimby, Adolescent boutonneux, Moleman
- Nancy Cartwright : Bart, Nelson, Ralph
- Yeardley Smith : Lisa
- Julie Kavner : Marge
- Hank Azaria : Moe, Apu, Wiggum, le Crotale, Frink, Homme-abeille, McCallister, Vendeur de BD, Dr. Nick
- Harry Shearer : Ned, Lovejoy, Otto, Skinner, Jasper, Mr. Burns, Kent Brockman
- Marcia Wallace : Edna
- Pamela Hayden : Milhouse

## Controverse
Pour cause d'un principe très similaire à Crazy Taxi, le jeu est considéré comme un plagiat de Crazy Taxi par les joueurs, et Sega a par conséquent engagé des poursuites envers Fox Interactive et Electronic Arts. Les deux parties ont ensuite conclu un arrangement à l'amiable pour un montant non déterminé.